# 무기명채권
무기명채권(無記名債權, 영어: bearer bond)은 특정 채권자를 지정함이 없이 증권 소지인에게 변제하여야 하는 증권적 채권을 말한다. 무기명사채, 무기명식 수표, 상품권, 철도승차권, 극장의 입장권 등이 이에 해당한다. 무기명채권의 양도는 증권의 교부에 의해 이루어지며, 일반적으로 지시채권의 양도에 관한 규정이 무기명채권의 양도에도 준용된다. 그러나 배서에 관한 것만은 무기명채권에는 없으므로, 무기명채권에 배서라는 것이 준용되지 않는다(민법 제524조).

## 민법
대한민국 민법은 무기명 채권을 동산으로 보지 않는다. 무기명 채권은 상품권·승차권·입장권·무기명 국채 등과 같이 특정의 채권자를 지정하지 않고서 채권증서(債權證書)의 정당한 소지인에게 변제하여야 할 증권적(證券的) 채권을 말하며, 채권은 증권에 화체(化體)되고 채권의 성립·존속·행사 등 모두 증권을 요건으로 하는 것이다. 대한민국 민법은 무기명 채권을 특수한 채권으로 보아 채권편(債權編)에 '무기명 채권'이라는 절을 두어 양도·즉시취득 등에 관한 특칙(特則)을 규정하였다.

## 같이 보기
- 양도성예금증서(CD)